# Petite église de Savonlinna
La petite église de Savonlinna (finnois : Savonlinnan Pikkukirkko) est une église luthérienne  située à Savonlinna en Finlande,.

## Présentation
Conçue par Louis Visconti dans un style néo-classique et construite dans le centre de Savonlinna, en 1846 comme église orthodoxe, la petite église est vendue à la congrégation luthérienne en 1938 et redeviendra une église orthodoxe en 2017.